# 금창리 지하시설
금창리 지하시설은 구성시 북쪽에 있는 조선민주주의인민공화국 굴착지역으로 터널, 댐, 관로 등으로 구성되어 있다.